# 线形虫动物门
线形虫动物门，俗稱鐵線蟲、馬毛蟲、馬鬃蟲或髮形蟲，是原口动物中一个拟寄生物的门，具有假体腔，但成虫没有排泄器官，消化道退化。线形虫动物门大约有320种。這些物種在形態上跟线虫动物门非常相似，因而得名。常作为动物学的实验材料。

## 分类
線形蟲動物門包括2綱，即鐵線蟲綱和游線蟲綱，前者生活於淡水水域和潮濕的土壤，後者分佈於海洋。每個綱都只有一個目，詳細如下：
线形虫动物门分为2个：
- 铁线虫目（Gordioidea）
  - 索鐵線蟲科 Chordodidae
    - 索鐵線蟲屬 Chordodes
- 游线虫目（Nectonematoidea）
  - ?
    - 游线虫属（Nectonema）

## 形態特徵
線形動物的幼蟲營寄生生活。牠們的身體有一個鑽孔裝置，可以鑽進宿主，而一般都是蟋蟀或螳螂等肉食昆蟲。成年動物離開宿主只是為了產卵，而且必須是在水體、特別是在溪流上。目前學界發現鐵線蟲宿主至少有六個與中央神經系統相關的蛋白質家族出現異常，其中也包含了與視覺相關的蛋白質，有實驗顯示被寄生的蟋蟀會反常地朝反光亮區移動，因此在自然界牠們會受反光的水所吸引而主動跳水，而非因失足落水。

## 感染
成虫在水中独自生活。感染途径极其特殊。通过饮水感染。因为铁线虫成虫需要在水中生长和交配。幼虫在节肢动物体内会诱使寄生体去寻找水源，所以水源有节肢动物尸体的时候，不建议饮用，以免不慎喝下受污染的水。

## 外部連結
- Hairworm Biodiversity Survey. （页面存档备份，存于）
- Capinera, J. L. Horsehair Worms, Hairworms, Gordian Worms, Nematomorphs, Gordius spp. (Nematomorpha: Gordioidea). （页面存档备份，存于） University of Florida Institute of Food and Agricultural Sciences. Published 1999, revised 2005.
- YouTube上的Nematomorph worm – Behavior modification of cricket by nematomorph worm
- Gordian Worm discussed on RadioNZ Critter of the Week, 6 November 2015 （页面存档备份，存于）
- Minor, M.A.; Robertson, A.W. .  2015-04-29. 2006  [2016-08-13]. （原始内容存档于2021-03-09） （英语）.